# Skilling
Lo skilling fu una moneta usata in passato nei paesi scandinavi ed equivalente allo Schilling e allo shilling. Fu usato come frazione del riksdaler svedese, del rigsdaler danese, del rigsdaler norvegese e del speciedaler norvegese.

## Danimarca

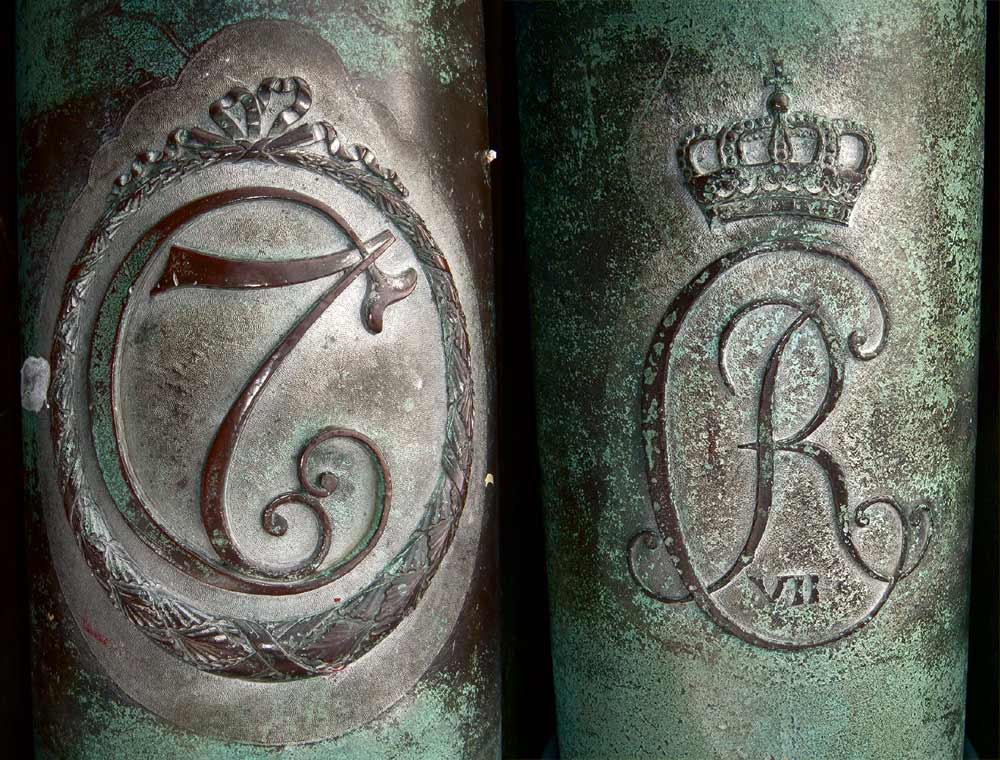
Monogramma di Cristiano VII

In uso dal 1625 al 1873, uno skilling valeva 1/96 di rigsdaler.
Fu introdotta in Danimarca da Cristoforo di Baviera con un cambio di 1/16 di marco, pari a 12 penning. La moneta da uno skilling del 1771 fu battuta in 55 milioni di esemplari, il che la situa tra le monete più comuni della Danimarca. A causa della ripetuta presenza del numero "7" (due nel millesimo e una anche nel monogramma di Cristiano VII) è stata spesso utilizzata come portfortuna.

## Svezia
La moneta da uno skilling fu introdotta dal Decreto reale del  27 novembre 1776, che stabilì che ogni riksdaler dovesse essere suddiviso in 48 skilling e ogni skilling in 12 runstycke.
Il decreto del 1777, stabilì che tutta la contabilità pubblica fosse tenuta in riksdaler. Lo skilling fu coniato fino al 1855. Nel XIX secolo uno skilling svedese valeva 1/24 di riksdaler.

## Norvegia
Lo skilling fu introdotto in Norvegia agli inizi del XVI secolo durante il regno di Giovanni di Danimarca. Il re fece coniare le monete a Bergen, mentre l'arcivescovo fece coniare le sue monete a Nidaros.
Lo skilling del 1628 era la più piccola unità monetaria della Norvegia. Esistevano pezzi dal valore di 1/2 fino a 48 skilling. Erano necessari 96 skilling per un rigsdaler. Nel periodo 1813-1816 96 skilling valevano un riksbankdaler.
Dal 1816 il tasso divenne di 120 skilling per uno speciedaler o 96 per il rigsdaler courant. Lo skilling rimase in uso in Norvegia fino al 1875, con l'introduzione della corona e dell'øre, quando fu previsto il cambio di una corona per 30 skilling.